# Brother Where You Bound (nummer)
Brother Where You Bound is een nummer van de Britse rockband Supertramp, titelsong van het album "Brother Where You Bound" en geschreven en gezongen door Rick Davies.
Het is het langste nummer van Supertramp met een duur van zestien en een halve minuut. De inleiding van het nummer bevat citaten uit George Orwells roman 1984, fragmenten van gesproken nieuwsberichten en de laatste regels uit het kinderliedje "Oranges and Lemons". Deze tekstelementen weerspiegelen de Koude Oorlog. Er is een videoclip gemaakt door René Daalder. De gitaarsolo's in het nummer werden uitgevoerd door Pink Floyd-gitarist David Gilmour.

## Bezetting
- Rick Davies - piano, keyboard, zang
- John Helliwell - saxofoon
- Bob Siebenberg - drums
- Dougie Thomson - basgitaar
- Scott Page - dwarsfluit
- Marty Walsh - gitaar
- Scott Groham - slaggitaar
- David Gilmour - elektrische gitaar solo's